# Musculus orbicularis oris
Musculus orbicularis oris, er en lille muskel omkring munden, som danner læberne. Musklen er med til at bevæge munden, og er i stand til at bevæge sig meget.